# Schloss Köpenick
Das Schloss Köpenick, aus ersten Bauten des frühen 9. Jahrhunderts auf der Schlossinsel hervorgegangen, befindet sich in der Altstadt des Berliner Ortsteils Köpenick. Es steht seit den 1980er Jahren unter Denkmalschutz.

## Geografie
Das Schloss steht gegenüber dem Köpenicker Stadtkern mit dem Rathaus Köpenick auf einer Insel in der Dahme, unweit von deren Mündung in die Spree. Die Insel ist durch eine Brücke über den Schlossgraben mit dem Festland verbunden. In unmittelbarer Nähe befindet sich die Lange Brücke, die als Dahme-Überquerung die Köpenicker Altstadt sowie auch die Schlossinsel und das Schloss mit den westlich bzw. nordwestlich gelegenen neueren Stadtvierteln und dem Zentrum von Berlin verbindet.

## Gebäude

### Ur- und Frühgeschichte
Die spätere Schlossinsel Köpenick wurde schon zu urgeschichtlicher Zeit besiedelt und ist neben Spandau und der Doppelstadt Alt-Berlin/Kölln eine der frühesten Siedlungsgebiete im heutigen Berliner Stadtgebiet. Hier fanden sich später slawische Burgwälle, eine slawische Burg entstand im 8. oder 9. Jahrhundert. Der Slawenfürst Jaxa von Köpenick regierte hier im 12. Jahrhundert. Mehrere Nachfolgebauten folgten, darunter auch eine spätmittelalterliche Kastellburg. Um 1245 eroberten die Askanier die Schlossinsel. Die Slawen wurden auf das östliche Ufer der Dahme umgesiedelt, wo sie sich in einem Kietz niederließen. Die Burg Köpenick wurde Sitz des Amtes Köpenick.

### Renaissance-Jagdschloss

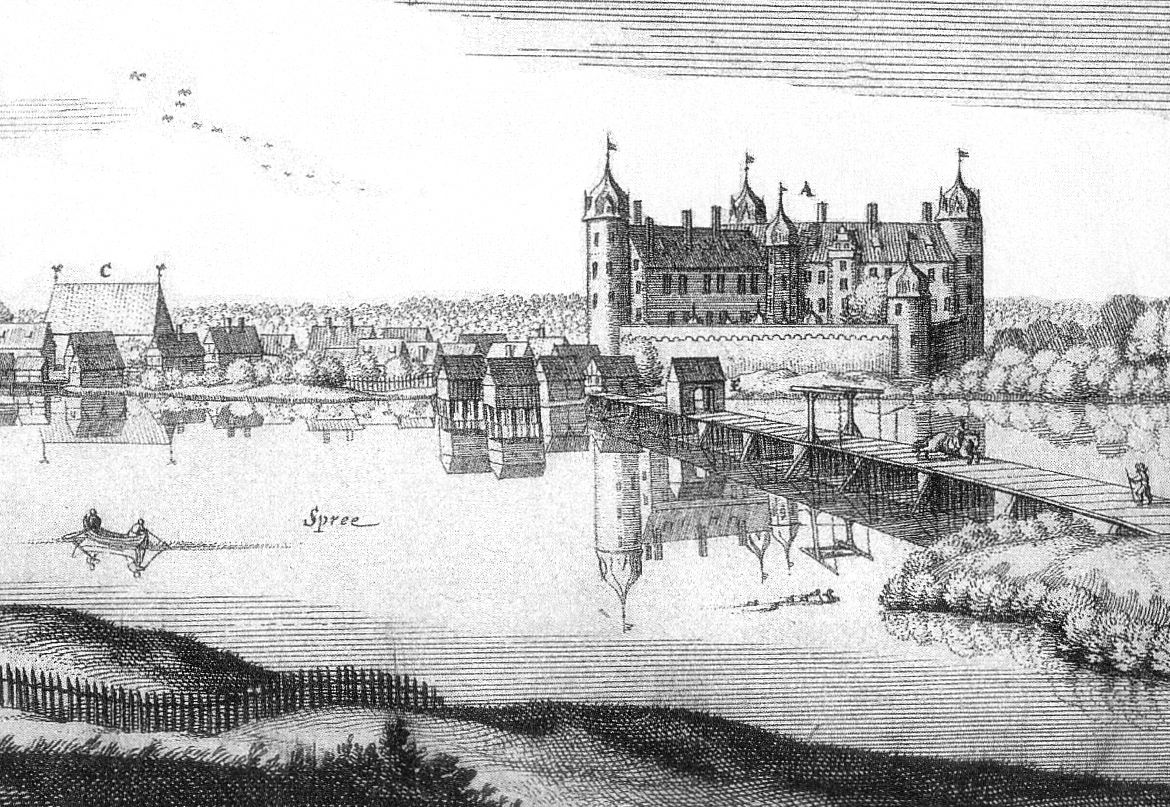
Schloss Köpenick als Kupferstich von Merian um 1652

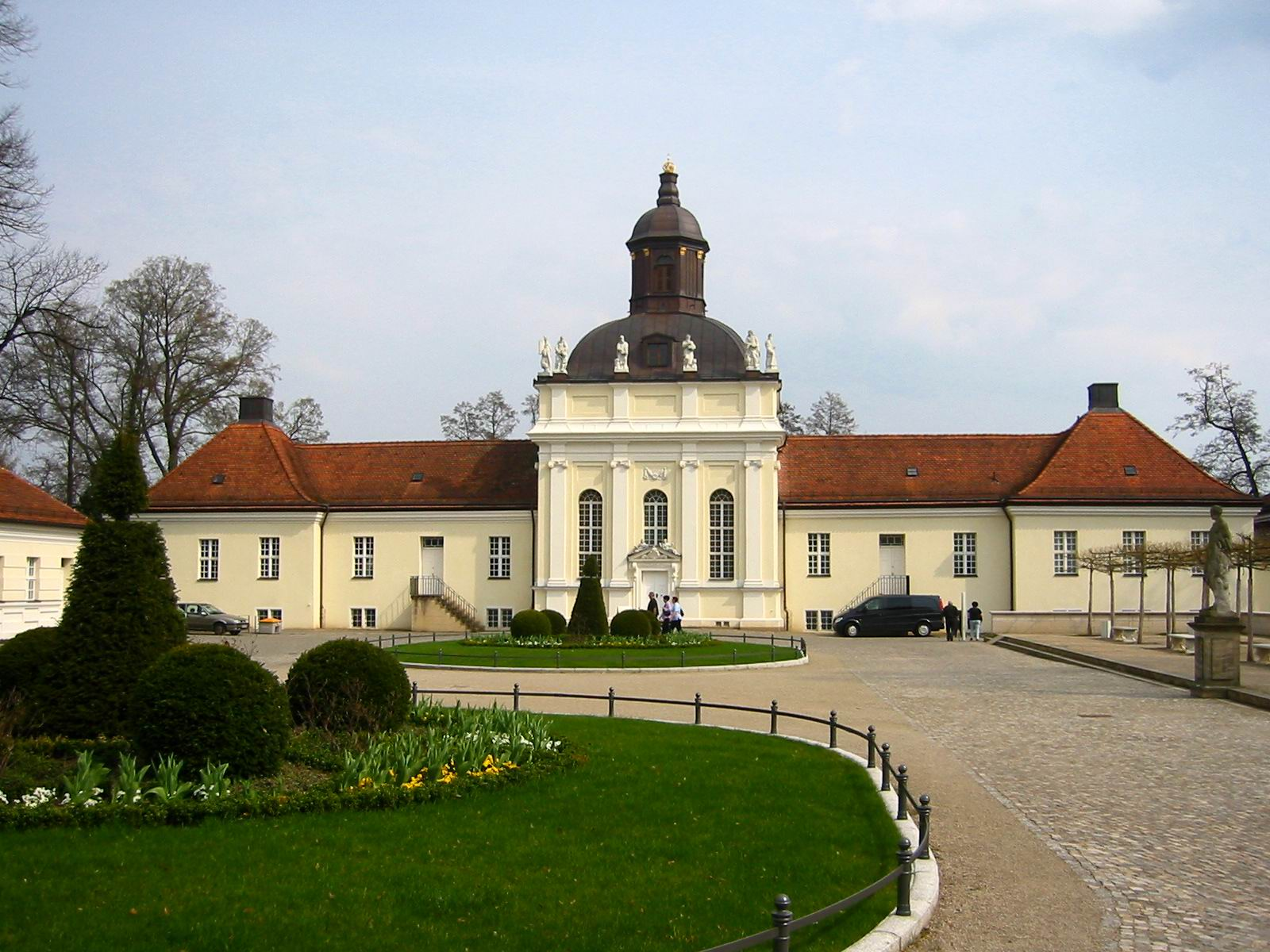
Schlosskirche

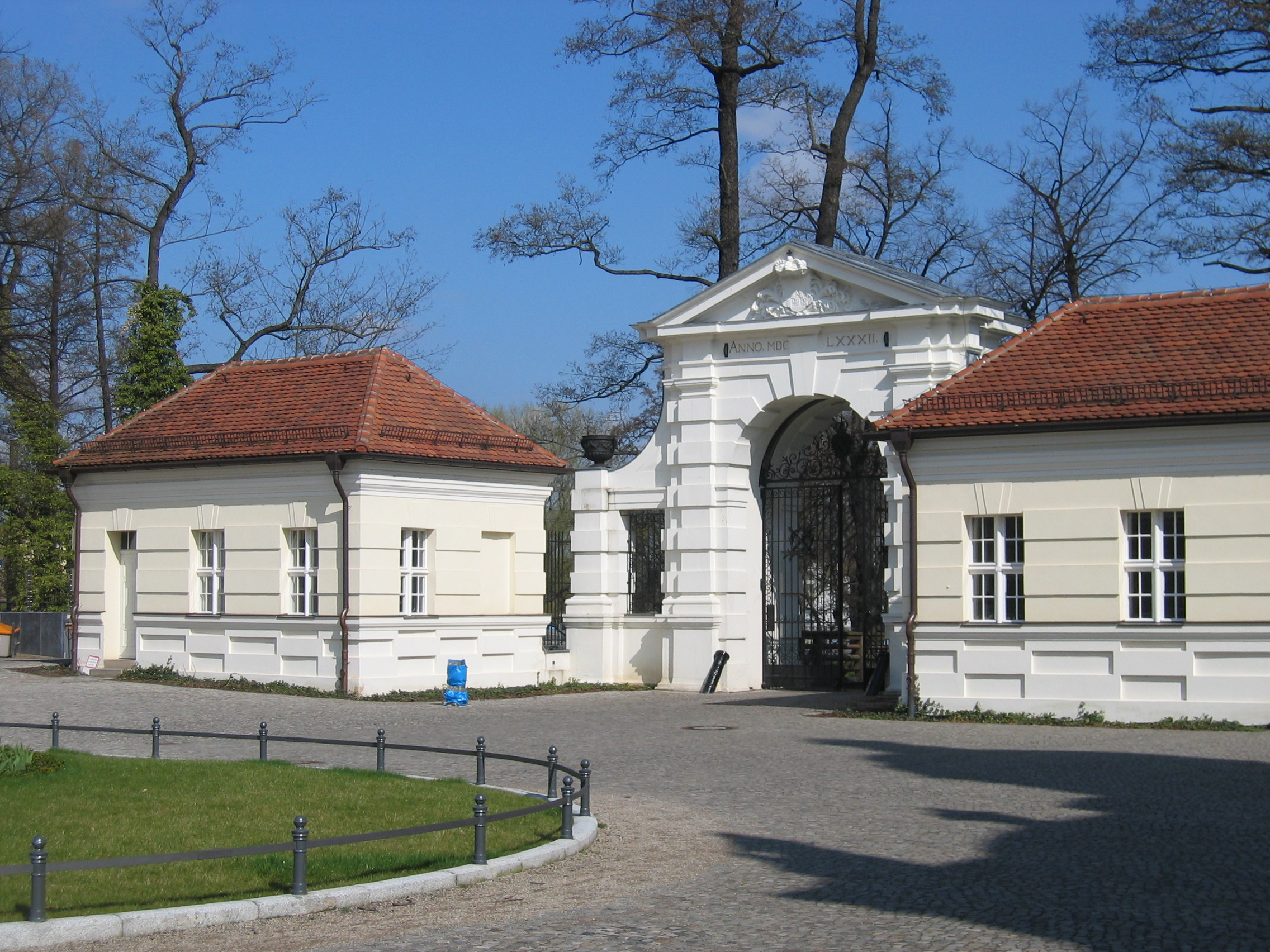
Torhäuser

Nach dem Abriss der alten Gebäude (vermutlich um 1550) veranlasste 1558 Kurfürst Joachim II. von Brandenburg den Bau eines Jagdschlosses im Stil der Renaissance. Es wurde mit zwei Wohnflügeln und zwei Wehrmauern ausgestattet. Verantwortlich war der Baumeister Wilhelm Zacharias. Über diesen Bau wurde nur wenig überliefert; Größe, Anordnung und Verteidigungsstärke dürften aber etwas mächtiger gewesen sein als beim erhalten gebliebenen Jagdschloss Grunewald. Joachim starb 1571 in der Nähe während eines Jagdausflugs.

### Barockschloss
Für Kurprinz Friedrich (später Kurfürst Friedrich III. von Brandenburg, dann auch König Friedrich I. in Preußen) wurde das Schloss ab 1677 erweitert. Als Architekt war hierbei Rutger von Langerfeld, ein gebürtiger Niederländer aus Nijmegen, verantwortlich. Der nördliche Pavillon entstand in den Jahren 1679–1682. Der Architekt Johann Arnold Nering folgte van Langervelt 1684 beim Schlossbau und ließ den Wirtschaftsflügel mit der reformierten Schlosskirche (eingeweiht am 6. Januar 1685) und zuvor bereits das Hoftor (1682) entstehen. Friedrich bewohnte das Schloss später mit seiner Gemahlin Elisabeth Henriette von Hessen-Kassel, die den Anstoß zum Bau der Kirche gegeben haben soll.
In den Folgejahren plante man die Errichtung einer dreiflügeligen Anlage. Der nördliche Pavillon wurde um einen Mitteltrakt ergänzt, ein südlicher Pavillon entstand neu. Das Schloss erhielt damit seine heutige Form und war bis 1690 ausgebaut.
In den Jahren 1693–1695 fanden Arbeiten am Corps de Logis statt, allerdings wurde der Plan eines dreiflügeligen Gebäudes bald verworfen.
Prunkstück des Schlosses ist der in der zweiten Etage gelegene Wappensaal. Die Galerie wurde 1750 durch Vermauerung der Arkaden verändert.
Die beiden Torhäuser wurden 1804–1806 errichtet. 1884 wurden das Getäfel und ein Ofen eines Prunkzimmers aus dem schweizerischen Schloss Haldenstein an das Deutsche Gewerbemuseum (später Kunstgewerbemuseum) in Berlin verkauft. Später wurde es in das Schloss Köpenick eingebaut.
Wilhelm Unverzagt veranlasste 1938 eine archäologische Untersuchung. Hierbei wurde unter anderem ein größerer Teil der Fundamente des Schlosses freigelegt.

### Seit den 1960er Jahren: Museum und Gastronomie
Im Jahr 1963 wurde das Schloss zum Standort des Ost-Berliner Kunstgewerbemuseums und damit erstmals öffentlich zugänglich.
Im Jahr 1994 begannen umfangreiche Restaurierungsarbeiten. Hierbei wurden auch alte Bebauungsteile entdeckt. Nach Abschluss der Sanierung wurde das Schloss am 27. Mai 2004 wiedereröffnet und beherbergt nun das zweite Haus des Kunstgewerbemuseums der Staatlichen Museen zu Berlin neben dessen Hauptsitz am Kulturforum in der Nähe des Potsdamer Platzes. Die Dauerausstellung mit dem Titel „Raumkunst aus Renaissance, Barock und Rokoko“ zeigt auf drei Etagen in 21 Räumen einen Querschnitt der Ausstattungskunst des 16. bis 18. Jahrhunderts.
Angrenzend an die Kirche beherbergt das östliche Gebäude heute einen gastronomischen Betrieb.

## Schlosspark

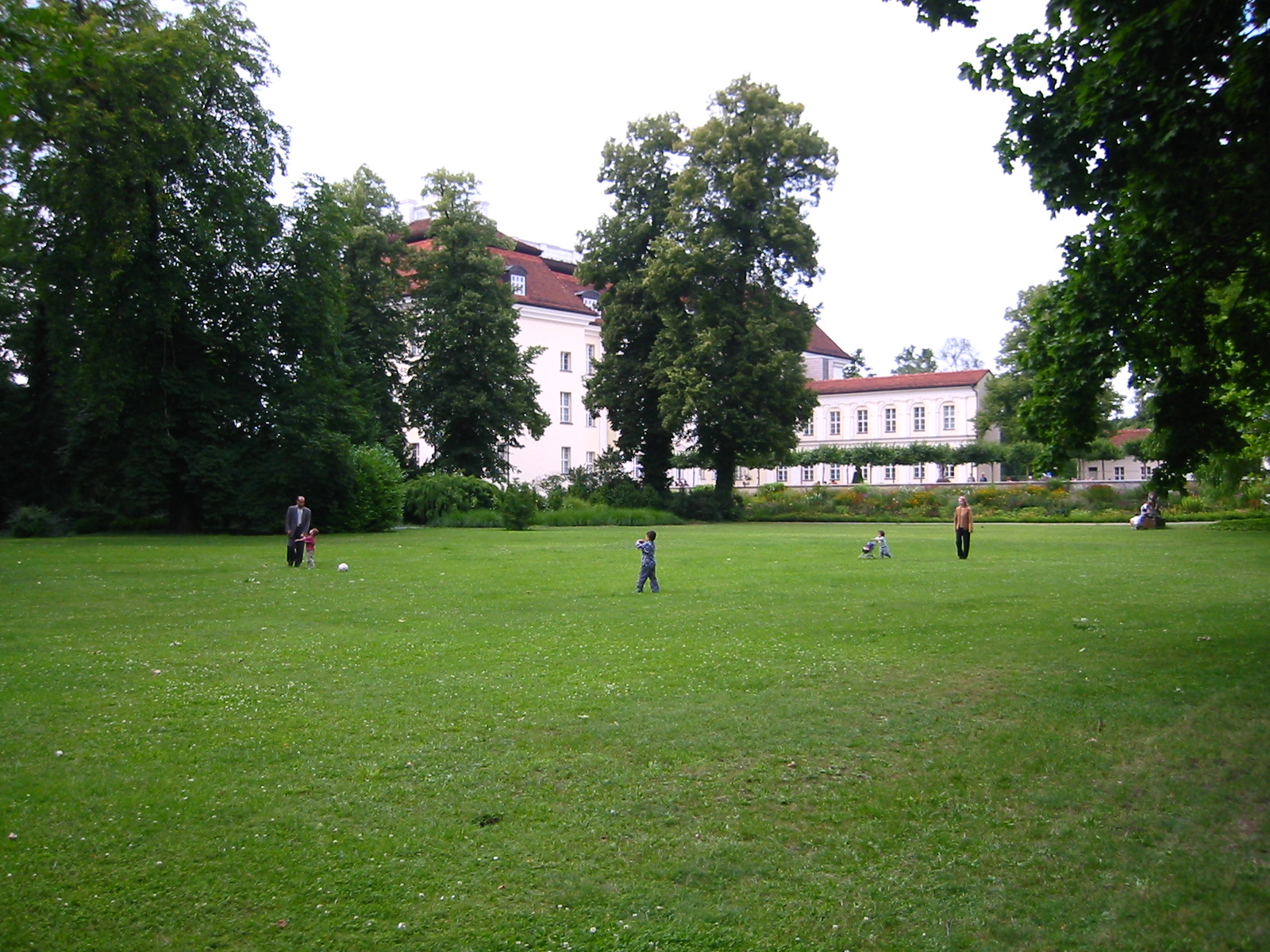
Schlosspark

### Barockgarten
Um 1690 wurde südlich des Schlosses ein kleiner Barockgarten angelegt.
Für Aufsehen sorgte im Sommer 1712 eine Aloe (Agave americana) mit einer Höhe von knapp zehn Metern. Sie hatte 44 Äste und 7277 Blüten. Die Agave ging als „Wunderaloe“ in die Geschichte des Schlossparks ein und wurde vom russischen Zaren Peter dem Großen ebenso bestaunt wie von anderen bedeutenden Besuchern des Parks. Aus dieser Zeit gibt es kaum Abbildungen oder Pläne des Parks.

### Landschaftspark

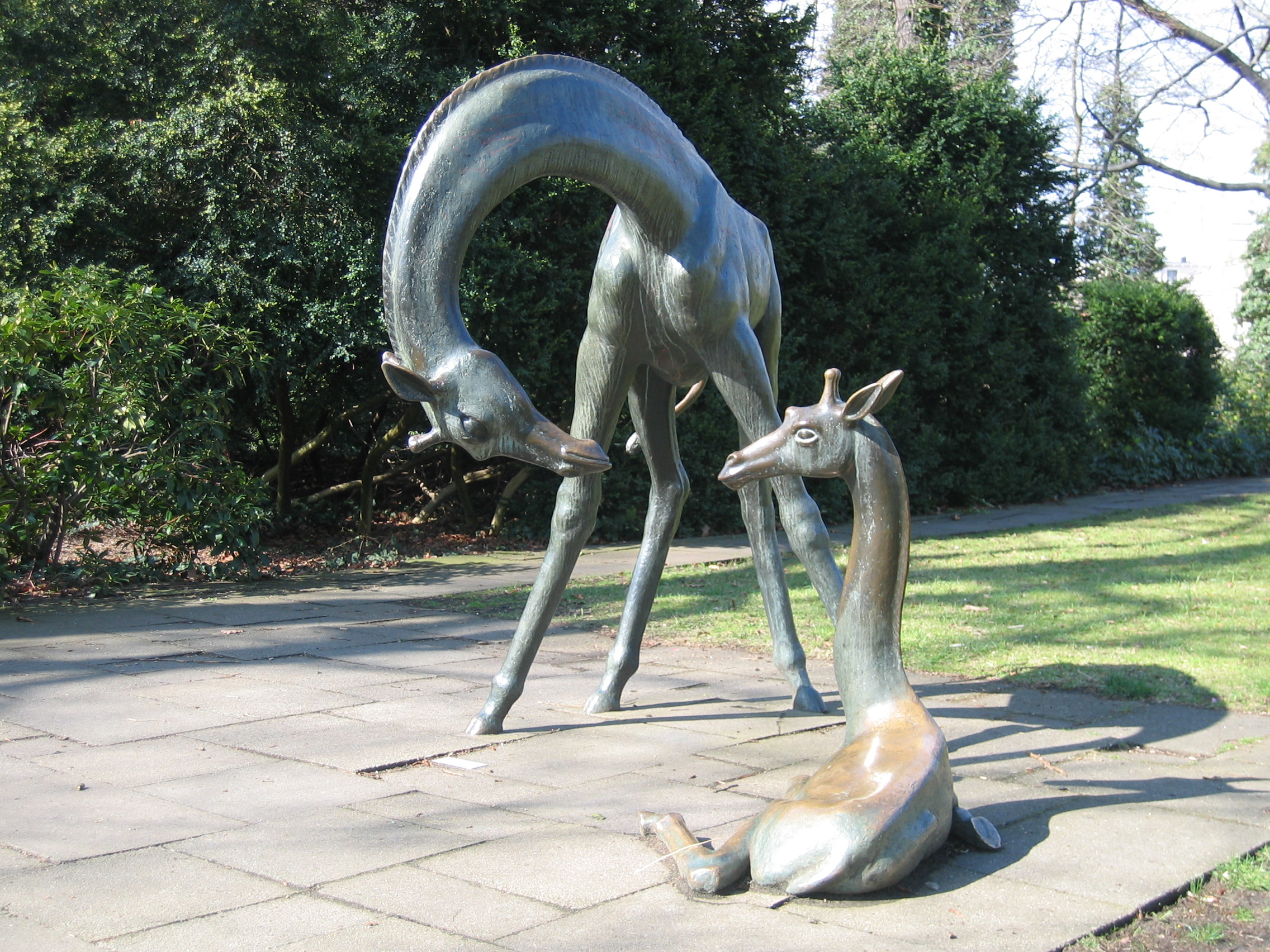
Hans-Detlev Hennig:
Zwei Giraffen, 1977

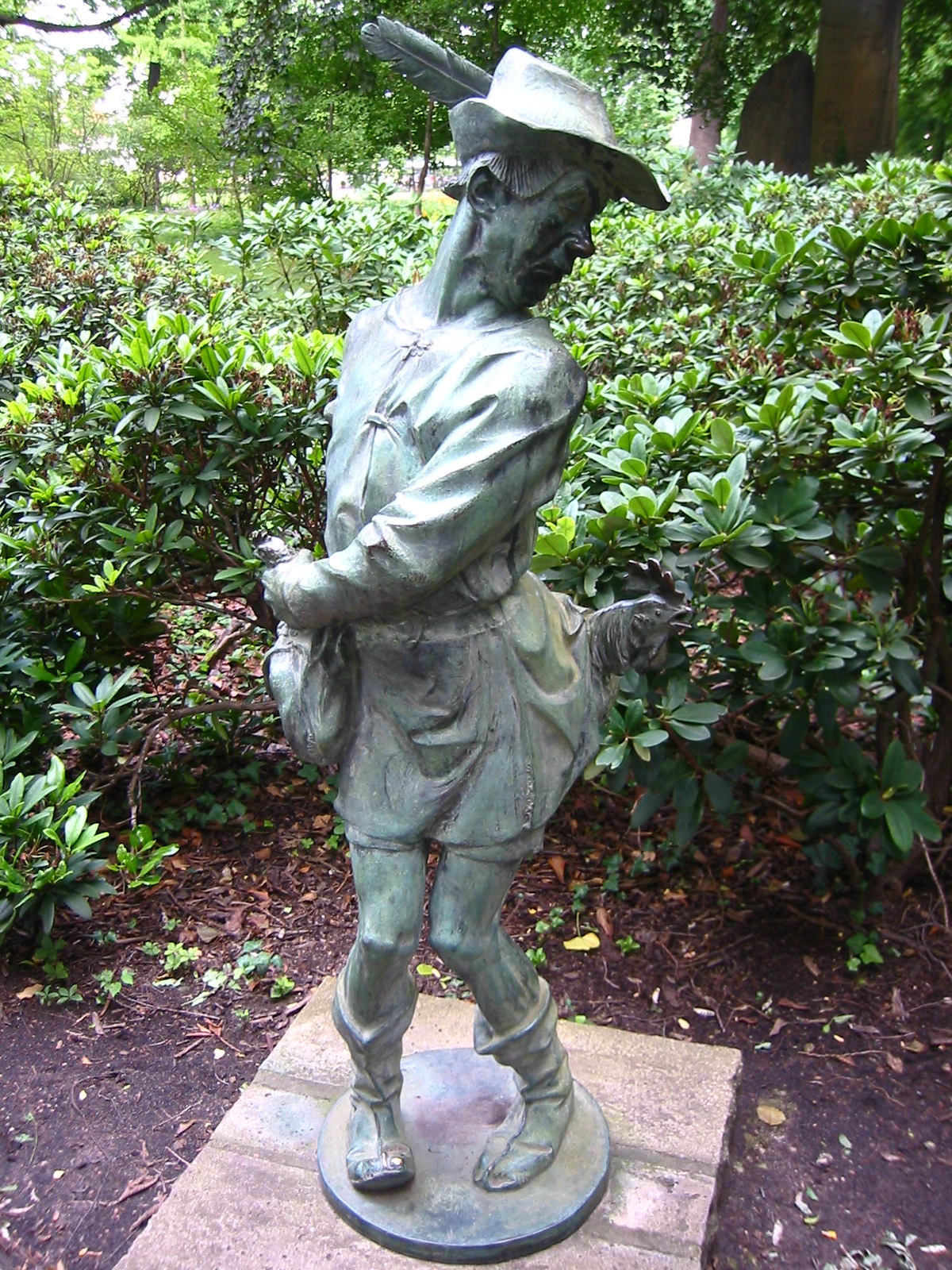
Hermann Joachim Pagels:
Hühnerdiebfigur, um 1912

Der sich zuvor in einem guten Zustand befindliche Garten verwilderte nach dem Tod der Herzogin Henriette Marie von Württemberg-Teck (1782) zunehmend. Ab 1804 wurde daher der barocke Schlossgarten unter Friedrich Wilhelm Carl von Schmettau zu einem Landschaftspark umgestaltet. Nach Schmettaus Tod ging der Park an die Krone zurück und verwilderte erneut.
In den Jahren 1963/1964 fand eine weitere Veränderung des Parks statt. Hierbei wurden historische Gestaltungen jedoch nicht aufgegriffen, sodass der Schlosspark fortan ein ahistorisches Bild vermittelte. Zumindest die Gehölzvegetation weist im Schlosspark Köpenick noch auf die Niederungseinflüsse hin.
Im Schlosspark befinden sich mehrere Skulpturen und Gedenktafeln. Sein Hauptpfad führt unweit des Wassers entlang, auf das er eine gute Aussicht bietet. In der Parkmitte befindet sich eine größere Freifläche, die einen unverstellten Blick auf das Schloss ermöglicht. Der Schlosshof wird insbesondere in den Sommermonaten auch für Veranstaltungen und Konzerte genutzt.

## Geschichtliche Ereignisse
Neben üblicher Nutzung als Wohngebäude und Jagdschloss bekamen eine besondere Bedeutung:
- 1631 nahm König Gustav Adolf von Schweden den Vorgängerbau als Hauptquartier in Beschlag und bedrängte seinen Schwager, den wankelmütigen Kurfürsten Georg Wilhelm, auf seiner Seite aktiv im Dreißigjährigen Krieg mitzukämpfen. Eine persönliche Begegnung in der Nähe von Köpenick blieb ergebnislos.
- 1681–1684 Residenz des Kurprinzen Friedrich. Sein Wappensaal sorgte 1682 für einen Eklat im brandenburgischen Staat: Die umfassende Serie der Wappen verdeutlichte den Anspruch des Kurprinzen auf die ungeteilte Erbschaft aller Landesteile entgegen den testamentarischen Absichten seines Vaters, des „Großen Kurfürsten“.
- Am 25. Oktober 1730 tagte im Wappensaal das Kriegsgericht gegen Kronprinz Friedrich und dessen Freund Hans Hermann von Katte, denen Fahnenflucht vorgeworfen wurde. Im Fall des Kronprinzen erklärte es sich für unzuständig, während es bei Katte auf lebenslangen Festungsarrest erkannte. König Friedrich Wilhelm I. verwarf das auf seinen Einspruch in einer zweiten Verhandlung am 30. Oktober erneut gefällte Urteil und verhängte über Katte per Kabinettsorder am 1. November 1730 die Todesstrafe.[4]
- 1749–1782 Witwensitz der Prinzessin Henriette Marie.
- 1824–1846 Nutzung der Insel als Traindepot für die preußische Armee: Im Schlosspark wurden Schuppen und Remisen für Munitionsfuhrwerke aufgestellt (die Insellage vereinfachte den Diebstahlschutz).
- 1830–1848 (Restaurationszeit) Nutzung des Gebäudes als Gefängnis für sogenannte „Demagogen“, also politische Gefangene.
- 1851–1926 Lehrerseminar (vorher in Potsdam).